# أليكس أوكونيل
أليكس أوكونيل (مواليد 1988) هو مبارز بالسيف من المملكة المتحدة، مثّل بلاده في الألعاب الأولمبية الصيفية 2008.

## روابط خارجية
أليكس أوكونيل على موقع الاتحاد الدولي للمبارزة (الإنجليزية)
- أليكس أوكونيل على موقع اللجنة الأولمبية الدولية (الإنجليزية)
- أليكس أوكونيل على موقع أوليمبيديا (الإنجليزية)
- أليكس أوكونيل على موقع اللجنة الأولمبية البريطانية (الإنجليزية)